# Cal Fuster (Arbúcies)
Cal Fuster és una masia d'Arbúcies (Selva) inclosa a l'Inventari del Patrimoni Arquitectònic de Catalunya.

## Descripció
Es tracta d'una casa de dues plantes i golfes, amb vessants a laterals i cornisa catalana. La porta principal és senzilla, de forma rectangular sense llinda monolítica, degut a alguna remodelació posterior. A davant hi ha tres graons per accedir a l'habitatge, flanquejats per un petit mur adossat a la façana. A la planta baixa hi ha altres finestres, també senzilles, protegides per una reixa de ferro forjat. D'entre elles cal destacar la de la dreta de la porta principal, que té la inscripció a la llinda de l'any 1827, els brancals i l'ampit també són de pedra. Malgrat haver sofert algunes modificacions, el que l'edificació conserva d'original són les finestres de la planta noble, amb llinda, brancals i ampit de pedra i cal destacar-ne dues amb arc conopial evolucionat. L'obertura de les golfes no és rellevant.
A la dreta de la casa, hi ha un cos lateral afegit, amb la porta rectangular i l'any 1755 inscrit a la llinda, la qual cosa indica que es va afegir al segle xviii.
Pel que fa al parament de la façana, tot i no conservar-se en molt bon estat, s'aprecia que havia estat pintat i decorat amb franges vermelles: dues d'horitzontals,delimitant els diferents pisos, i d'altres resseguint els dos vessants de la cornisa i els marcs d'algunes finestres.